# Tetradonematidae
Tetradonematidae is een familie van entomopathogene rondwormen, die behoort tot de orde Mermithida. De meeste soorten zijn endoparasieten van geleedpotigen. In 2008 is een soort gevonden, die de morfologie van de mierengastheer verandert, waardoor het achterlijf van de mier op een rode bes gaat lijken en daardoor door vogels wordt opgegeten. De parasieteneieren komen in de uitwerpselen van de vogels terecht, dat door de mieren worden verzameld om als voedsel voor hun larven te dienen, waarmee de levenscyclus van de rondworm Myrmeconema neotropicum is voltooid. Sommige soorten parasiteren de invasieve rode vuurmier (Solenopsis invicta), waardoor ze van belang kunnen zijn bij de biologische bestrijding van de rode vuurmier.

## Soorten
- Aproctonema, Keilin, 1917
  - Aproctonema chapmani, Nickle, 1969
  - Aproctonema entomophagum, Keilin, 1917
  - Aproctonema simuliophaga, Rubtsov, 1966
- Bispiculum, Zervos, 1980
  - Bispiculum inaequale, Zervos, 1980
- Bissonema, Rubtsov, 1978
  - Bissonema acicularis, (Rubtsov, 1978)
- Brevinema, Rubtsov, 1978
  - Brevinema brevis, (Rubtsov, 1978)
- Corethrellonema, Nickle, 1969
  - Corethrellonema grandispiculosum, Nickle, 1969
- Crassinema, Rubtsov, 1978
  - Crassinema glustschenkovae, Rubtsov, 1978
- Didilia, Tang et al., 1993
  - Didilia ooglypta, Tang et al., 1993
- Heterogonema, van Waerebeke & Remillet, 1973
  - Heterogonema ovomasculis, van Waerebeke & Remillet, 1973
- Myrmeconema
  - Myrmeconema antiqua
  - Myrmeconema neotropicum
- Mermithonema, Goodey, 1941
  - Mermithonema entomophilum, Goodey, 1941
- Nematimermis, Tchesunov et Spiridonov, 1993
  - Nematimermis enoplivora, Tchesunov et Spiridonov, 1993
- Paraproctonema, Rubtsov, 1978
  - Paraproctonema simuliophaga
- Tetradonema, Cobb, 1919
  - Tetradonema plicans, Cobb, 1919
  - Tetradonema solenopsis, Nickle & Jouvenaz, 1987
- Trichonema, Rubtsov, 1978
  - Trichonema binucleata, Rubtsov, 1978